# Bergtjärnen (Jokkmokks socken, Lappland, 736988-171345)
Bergtjärnen är en sjö i Jokkmokks kommun i Lappland och ingår i Luleälvens huvudavrinningsområde.